# Rod Steiger
Rod Steiger (Westhampton (New York), 14 april 1925 – Los Angeles (Californië), 9 juli 2002) was een Amerikaanse acteur. Hij werd bekend van zijn rollen in In the Heat of the Night, On the Waterfront en Doctor Zhivago. Voor die eerste film won hij een Academy Award voor Beste Acteur.

## Biografie
Steiger werd geboren als Rodney Stephen Steiger in 1925 in Westhampton, New York. Zijn ouders waren Luthers. Hij was van Franse, Schotse en Duitse afkomst. Zijn achternaam is afkomstig uit Duitsland. Steiger heeft zijn vader nooit gekend, en hij werd opgevoed door zijn moeder. Zijn moeder had een groot alcoholprobleem. Op zijn zestiende liep hij weg van huis en ging hij bij het Amerikaanse leger tijdens de Tweede Wereldoorlog. Na de oorlog ging hij naar New Jersey en werd hij lid van een dramagroep. Daarna besloot hij een acteerstudie te volgen onder leiding van Lee Strasberg en Elia Kazan bij The Actor's Studio.
Steiger verscheen in zijn carrière in meer dan honderd films. Al eerder werd hij genomineerd voor een Oscar voor Beste Mannelijke Bijrol, voor de film On the Waterfront uit 1954. Daar speelt hij de broer van het personage dat Marlon Brando speelde. Later werd Steiger nogmaals genomineerd voor een Oscar, dit keer die voor Beste Acteur. Deze nominatie was voor de rol van Holocaustoverlevende in The Pawnbroker uit 1964. Hij won voor In the Heat of the Night uit 1967 een Academy Award voor Beste Acteur. Steiger portretteerde Sheriff Bill Gillespie, tegenover acteur Sidney Poitier.
Steiger speelde verder de rol van Jud Fry in de filmversie van de musical Oklahoma!. Hij zong daarin zelf.
Een van Steigers favoriete rollen was die van de aristocraat Komarovsky in Doctor Zhivago (1965). Steiger, de enige Amerikaanse acteur in die film, was nogal bang om te spelen samen met twee van de grootste Britse acteurs, Ralph Richardson en Alec Guinness. Steiger was bang dat hij door de makers uit de film gezet zou worden. Toch werd de film een groot succes en het acteerwerk van Steiger werd goed ontvangen. Hij raakte met acteur Tom Courtenay bevriend naar aanleiding van de film. Ze bleven vrienden tot de dood van Steiger.
Steigers andere grote rollen waren die van filmstudiobaas in The Big Knife, Al Capone in Al Capone (1959), Mr. Joyboy in The Loved One, een seriemoordenaar in No Way to Treat a Lady en de rol van een homoseksuele militaire officier in The Sergeant.
Steiger mocht verder de rollen van een aantal bekende personen uit de geschiedenis vertolken, waaronder die van Napoleon Bonaparte in Waterloo (1970), die van Benito Mussolini in The Last Four Days (1974) en Lion of the Desert (1981), die van W.C. Fields in W.C. Fields and Me (1976), die van Pontius Pilatus in de miniserie Jesus of Nazareth (1977) en die van Sam Giancana in de miniserie Sinatra uit 1992.
Naast Amerikaanse films had Steiger ook rollen in enkele Italiaanse films, waaronder in Hands Over the City (1963), Lucky Luciano (1974) en A Fistful of Dynamite (1971, van Sergio Leone). In Frankrijk speelde hij ook nog een rol in de film Innocents with Dirty Hands van Claude Chabrol. Steiger speelde daarin samen met Romy Schneider.
Steigers bekendste rollen in de laatste jaren van zijn carrière waren die van priester in The Amityville Horror (1979) en die van een Latijns-Amerikaanse crimineel in The Specialist. In die laatste film speelde hij samen met Sylvester Stallone en Sharon Stone. In Mars Attacks! van Tim Burton speelde Steiger ook een rol.
Op televisie was Steiger verder nog te zien in een aantal miniseries, Hollywood Wives (1985), Tales of the City (1993). In 1995 speelde hij in een televisiefilm van Columbo.
Een van de laatste rollen die Steiger speelde was als rechter in het gevangenisdrama The Hurricane (1999). In die film speelde hij samen met Denzel Washington. De film werd geregisseerd door Norman Jewison, dezelfde regisseur als die van In the Heat of the Night en F.I.S.T..
Steiger werd de titelrol aangeboden voor Patton maar hij accepteerde deze niet, omdat hij oorlog niet wilde ophemelen, wat hij met die rol zou doen. De rol werd gegeven aan George C. Scott en die won er vervolgens een Oscar voor. Steiger noemde dit vaak de domste beslissing uit zijn carrière. Hij weigerde daarnaast ook een rol in The Godfather.

### Privé
Steiger was vijfmaal gehuwd, namelijk met
- actrice Sally Gracie (gehuwd van 1952 tot 1958)
- actrice Claire Bloom (gehuwd van 1959 tot 1969)
- Sherry Nelson (gehuwd van 1973 tot 1979)
- Paula Ellis (gehuwd van 1986 tot 1997)
- actrice Joan Benedict (gehuwd van 2000 tot zijn overlijden in 2002).

Steiger had één dochter, operazangeres Anna Steiger (1960-). Deze dochter komt uit zijn huwelijk met Claire Bloom. Daarnaast had hij een zoon uit zijn huwelijk met Paula Ellis.
Hij had een affaire met Diana Dors toen zij elkaar ontmoeten tijdens het opnemen van The Unholy Wife.
In 1976 werd een bypassoperatie uitgevoerd. Als gevolg van die operatie had Steiger gedurende acht jaar een depressie. Veel optredens na die operatie werden niet goed ontvangen door critici.
In juni 2002 stierf Steiger als gevolg van een operatie aan een galblaastumor. Hij werd 77 jaar. Steiger ligt begraven in Forest Lawn Memorial Park in Hollywood Hills in Los Angeles, Californië. Hij heeft een ster op de Hollywood Walk of Fame op Hollywood Boulevard nummer 7080.

## Filmografie
- Poolhall Junkies (2003)
- Muhammad Ali: Through the Eyes of the World (2001) (documentaire)
- The Hollywood Sign (2001)
- A Month of Sundays (2001)
- The Flying Dutchman (2001)
- Lightmaker (2001)
- The Last Producer (2000)
- End of Days (1999)
- The Hurricane (1999)
- Shiloh 2: Shiloh Season (1999)
- Crazy in Alabama (1999)
- Cypress Edge (1999)
- Legacy (1998)
- Modern Vampires (1998)
- Animals and the Tollkeeper (1998)
- Alexandria Hotel (1998)
- Body and Soul (1998)
- The Snatching of Bookie Bob (1998) (short subject)
- Incognito (1997)
- Off the Menu: The Last Days of Chasen's (1997) (documentaire)
- Livers Ain't Cheap (1997)
- Truth or Consequences, N.M (1997)
- The Kid (1997)
- Mars Attacks! (1996)
- Shailo (1996)
- Carpool (1996)
- Seven Sundays (1995)
- Captain Nuke and the Bomber Boys (1995)
- The Specialist (1994)
- The Last Tattoo (1994)
- Tales of the City (1993) (Cameo)
- Living on Borrowed Time (1993)
- The Neighbor (1993)
- The Player (1992) (Cameo)
- Guilty as Charged (1991)
- The Ballad of the Sad Cafe (1991)
- Men of Respect (1991)
- In the Line of Duty: Manhunt in the Dakotas (1991)
- Try This One for Size (1989)
- Tennessee Nights (1989)
- The January Man (1989)
- That Summer of White Roses (1989)
- The Exiles (1989) (documentaire) (verteller)
- American Gothic (1988)
- The Kindred (1987)
- Catch the Heat (1987)
- Sword of Gideon (1986)
- The Naked Face (1984)
- The Magic Mountain (1982)
- The Chosen (1981)
- Cattle Annie and the Little Britches (1981)
- Lion of the Desert (1981)
- The Lucky Star (1980)
- Klondike Fever (1980)
- Love and Bullets (1979)
- The Amityville Horror (1979)
- Breakthrough (1979)
- F.I.S.T. (1978)
- Jesus of Nazareth  (1977)
- Portrait of a Hitman (1977)
- W.C. Fields and Me (1976)
- Hennessy (1975)
- Dirty Hands (1975)
- Lucky Luciano (1974)
- Mussolini ultimo atto (1974)
- The Heroes (1973)
- Lolly-Madonna XXX (1973)
- The Moviemakers (1973) (short subject)
- Happy Birthday, Wanda June (1971)
- A Fistful of Dynamite (1971)
- Waterloo (1970)
- Three Into Two Won't Go (1969)
- The Illustrated Man (1969)
- The Sergeant (1968)
- No Way to Treat a Lady (1968)
- The Girl and the General (1967)
- In the Heat of the Night (1967)
- Doctor Zhivago (1965)
- The Loved One (1965)
- A Man Named John (1965)
- The Pawnbroker (1964)
- Time of Indifference (1964)
- Hands Over the City (1963)
- The Longest Day (1962)
- Convicts 4 (1962)
- 13 West Street (1962)
- The Mark (1961)
- The World in My Pocket (1961)
- Seven Thieves (1960)
- Al Capone (1959)
- Cry Terror! (1958)
- Across the Bridge (1957)
- Run of the Arrow (1957)
- The Unholy Wife (1957)
- Back from Eternity (1956)
- The Harder They Fall (1956)
- Jubal (1956)
- The Court-Martial of Billy Mitchell (1955)
- The Big Knife (1955)
- Oklahoma! (1955)
- On the Waterfront (1954)
- Teresa (1951)